# Jakub Plšek
Jakub Plšek, né le 13 décembre 1993 à Jasenná en Tchéquie, est un footballeur tchèque qui évolue au poste de milieu de terrain à Puskás Akadémia.

## Biographie

### Carrière en club

#### Sigma Olomouc
Formé au Sigma Olomouc, Jakub Plšek débute avec l'équipe première le 6 octobre 2012, lors d'un match de championnat face au FK Mladá Boleslav, que son équipe remporte sur le score de 0-1. Le 21 avril 2013, il inscrit son premier but en championnat face au même adversaire, mais cette fois les deux équipes se partagent les points (2-2). Il termine sa première saison avec un but en neuf apparitions, puis la suivante avec seulement sept apparitions. Son club termine la saison 2013-2014 à la 15e place (sur 16), et se voit donc relégué.
Ce passage à l'échelon inférieur permet à Jakub Plšek d'avoir davantage de temps de jeu. Il se fait remarquer en réalisant un triplé lors du match face au FK Ústí nad Labem le 13 septembre 2014, qui voit son équipe remporter la rencontre par cinq buts à zéro. Au total, il joue 26 matchs de championnat et marque 10 buts. Il contribue grandement au titre de champion de deuxième division de son équipe, qui retrouve l'élite du football tchèque un an seulement après l'avoir quitté. Lors de cette saison 2015-2016, il est un membre important de l'équipe, mais se montre beaucoup moins décisif que l'exercice précédent. Le Sigma Olomouc est à nouveau relégué à l'issue de la saison en terminant 15e, comme deux ans auparavant. 
De retour en deuxième division avec son club formateur, Jakub Plšek brille à nouveau. Il s'illustre notamment en réalisant un quintuplé le 18 novembre 2016 face au SK Prostějov, match durant lequel son équipe s'impose par sept buts à zéro. Cette saison-là, il termine meilleur buteur de deuxième division avec 18 buts inscrits en 28 matchs. Ses bonnes performances contribuent à la bonne saison du Sigma Olomouc, qui est à nouveau sacré champion et retrouve l'élite. La saison 2017-2018 se passe beaucoup mieux pour le promu qui se maintient cette fois en terminant cinquième et se qualifie pour la Ligue Europa. Plšek se montre à nouveau à son avantage en marquant 11 buts en 29 matchs de championnat.
Il joue son premier match en coupe d'Europe le 9 août 2018, lors du troisième tour préliminaire de la Ligue Europa face au club kazakh du Kaïrat Almaty (victoire 2-0 des Tchèques). Il s'illustre durant ce match par une passe décisive pour Václav Pilař sur le second but.

#### Puskás Akadémia
En janvier 2020, Jakub Plšek rejoint la Hongrie en s'engageant avec le Puskás Akadémia.

### En sélection nationale
Jakub Plšek compte plusieurs sélections avec les équipes de jeunes de la Tchéquie, des moins de 17 ans jusqu'aux espoirs. Il inscrit notamment un but avec les espoirs.

## Statistiques
| Saison                | Club                  | Championnat           | Championnat | Championnat | Coupe(s) nationale(s) | Coupe(s) nationale(s) | Compétition(s) continentale(s) | Compétition(s) continentale(s) | Compétition(s) continentale(s) | Total | Total |
| Saison                | Club                  | Division              | M.          | B.          | M.                    | B.                    | Comp.                          | M.                             | B.                             | M.    | B.    |
| 2012-2013             | Sigma Olomouc         | D1                    | 9           | 1           | 2                     | 0                     | -                              | -                              | -                              | 11    | 1     |
| 2013-2014             | Sigma Olomouc         | D1                    | 7           | 0           | 1                     | 0                     | -                              | -                              | -                              | 8     | 0     |
| 2014-2015             | Sigma Olomouc         | D2                    | 26          | 10          | -                     | -                     | -                              | -                              | -                              | 26    | 10    |
| 2015-2016             | Sigma Olomouc         | D1                    | 20          | 2           | 3                     | 2                     | -                              | -                              | -                              | 23    | 4     |
| 2016-2017             | Sigma Olomouc         | D2                    | 28          | 18          | 2                     | 1                     | -                              | -                              | -                              | 30    | 19    |
| 2017-2018             | Sigma Olomouc         | D1                    | 29          | 11          | 2                     | 2                     | -                              | -                              | -                              | 31    | 13    |
| 2018-2019             | Sigma Olomouc         | D1                    | 30          | 5           | 2                     | 3                     | C3                             | 4                              | 0                              | 36    | 8     |
| 2019-2020             | Sigma Olomouc         | D1                    | 20          | 7           | 2                     | 0                     | -                              | -                              | -                              | 22    | 7     |
| Sous-total            | Sous-total            | Sous-total            | 169         | 54          | 14                    | 8                     | -                              | 4                              | 0                              | 187   | 62    |
| 2019-2020             | Puskás Akadémia       | D1                    | 15          | 0           | 4                     | 0                     | -                              | -                              | -                              | 19    | 0     |
| 2020-2021             | Puskás Akadémia       | D1                    | 29          | 7           | 4                     | 3                     | C3                             | 1                              | 0                              | 34    | 10    |
| 2021-2022             | Puskás Akadémia       | D1                    | 18          | 4           | 2                     | 0                     | C4                             | 4                              | 1                              | 24    | 5     |
| Sous-total            | Sous-total            | Sous-total            | 62          | 11          | 10                    | 3                     | -                              | 5                              | 1                              | 77    | 15    |
| Total sur la carrière | Total sur la carrière | Total sur la carrière | 231         | 65          | 24                    | 11                    | -                              | 9                              | 1                              | 264   | 77    |

## Palmarès
Sigma Olomouc
- Champion de Druhá Liga en 2014-2015 et 2016-2017.

## Distinction personnelle
- Meilleur buteur de Druhá Liga en 2016-2017 avec 18 buts.